# Banco del Líbano
El Banco del Líbano oficialmente Banque du Liban (en árabe: مصرف لبنان) es el banco central del Líbano.

## Historia
La dominación otomana del Líbano, que duró más de cuatro siglos, terminó el 6 de octubre de 1918 con la entrada de la División de la Marina de Levante en las carreteras de Beirut. El papel moneda emitido por el Tesoro Turco, con un tipo de cambio forzado, sufrió la misma suerte.
Con el fin de normalizar la vida económica en los territorios ocupados y cubrir los gastos de las fuerzas aliadas, las autoridades inglesas impusieron el billete del Banco Nacional de Egipto, la moneda egipcia, desde el 30 de octubre de 1916, estrechamente vinculada a la libra esterlina y completamente cubierto por valores emitidos en libras esterlinas.
De acuerdo con la convención firmada entre los gobiernos francés y británico el 15 de septiembre de 1919, una nueva autoridad de ocupación comenzó a gobernar el Líbano. Las tropas francesas reemplazaron a los británicos, bajo el mando del general Gouraud, que fue nombrado el 12 de octubre de 1919 como "Alto Comisionado de la República Francesa en Siria y Cilicia, y Comandante en jefe del Ejército de Levante". En consecuencia, el uso de la moneda egipcia, adecuada para el Tesoro Británico, se volvió inapropiada. Para obtener libras egipcias,Francia , como única potencia ocupante, tenía que ofrecer cantidades cada vez mayores de francos.
Durante la Primera Guerra Mundial , el franco francés había mantenido su estatus gracias a los avances de los bonos del Tesoro Británico y estadounidense. Sin embargo, en 1919, el franco francés registró una caída debido a la decisión del gobierno británico de detener estos avances, rompiendo así la alianza entre el franco, la libra esterlina y el dólar , y también por la decisión del gobierno de Estados Unidos de suspender su papel regulador de las tasas de cambio asociadas. Para reemplazar la libra egipcia, el gobierno francés decidió, mediante el Decreto N ° 129 emitido por el Alto Comisionado el 13 de marzo de 1920, dotar a Siria de una moneda nacional.
El 1 de septiembre de 1920, el representante de Francia proclamó el Gran Líbano. En 1920, el Banco de Siria recibió la concesión de emitir la moneda siria, que se convirtió en moneda de curso legal el 1 de mayo de 1920. Los billetes emitidos por este banco eran reembolsables al portador durante la primera vista mediante cheques girados en París.
Como consecuencia, se estableció un departamento independiente emisor de divisas en el Banco de Siria. Fue responsable de poner en circulación y retirar los billetes. Las emisiones se hicieron en nombre del Tesoro en París o en nombre del propio Banco.
En cuanto a las operaciones comerciales, el Departamento Emisor proporcionará al Banco de Siria billetes solo a cambio de divisas o valores extranjeros, lo que constituirá, junto con los créditos otorgados por el Tesoro en París, la cobertura de la moneda en circulación.
El Banque du Liban fue establecido por el Código de Dinero y Crédito promulgado el 1 de agosto de 1963, por Decreto n.º 13513. Comenzó a funcionar efectivamente el 1 de abril de 1964. Es una entidad pública legal que goza de autonomía financiera y administrativa. No está sujeto a las reglas y controles administrativos y de gestión aplicables al sector público. Su capital es totalmente apropiado por el Estado.